# Otophidium
Otophidium is een geslacht van straalvinnige vissen uit de familie van naaldvissen (Ophidiidae). Het geslacht is voor het eerst wetenschappelijk beschreven in 1885 door Gill in Jordan.

## Soorten
- Otophidium chickcharney Böhlke & Robins, 1959.
- Otophidium dormitator Böhlke & Robins, 1959.
- Otophidium indefatigabile Jordan & Bollman, 1890.
- Otophidium omostigma (Jordan & Gilbert, 1882).